# I. K. Gujral
Inder Kumar Gujral (4 tháng 12 năm 1919 – 30 tháng 11 năm 2012) là chính trị gia Ấn Độ giữ chức Thủ tướng Ấn Độ từ tháng 4 năm 1997 đến tháng 3 năm 1998. Gujral là Thủ tướng thứ ba đến từ Rajya Sabha, người đầu tiên là Indira Gandhi và người thứ hai H. D. Deve Gowda.